# 伊本·巴哲
阿布·贝克尔·穆罕默德·伊本·叶海亚·本·萨伊格·本·巴哲·图吉比（阿拉伯语：‎，约1085年—1138年）常被称为伊本·巴哲（阿拉伯语：‎），是中世纪阿拉伯帝国安达卢西亚的穆斯林通才。欧洲人称之为阿芬帕斯（拉丁語：Avempace）。他身兼天文学家、逻辑学家、音乐家、哲学家、内科医生、物理学家、心理学家、诗人和自然科学家。他出生于安达卢西亚的萨拉戈萨（今属西班牙），于1138年在马格里布的非斯（今属摩洛哥）去世。